# Lhakpa Sherpa

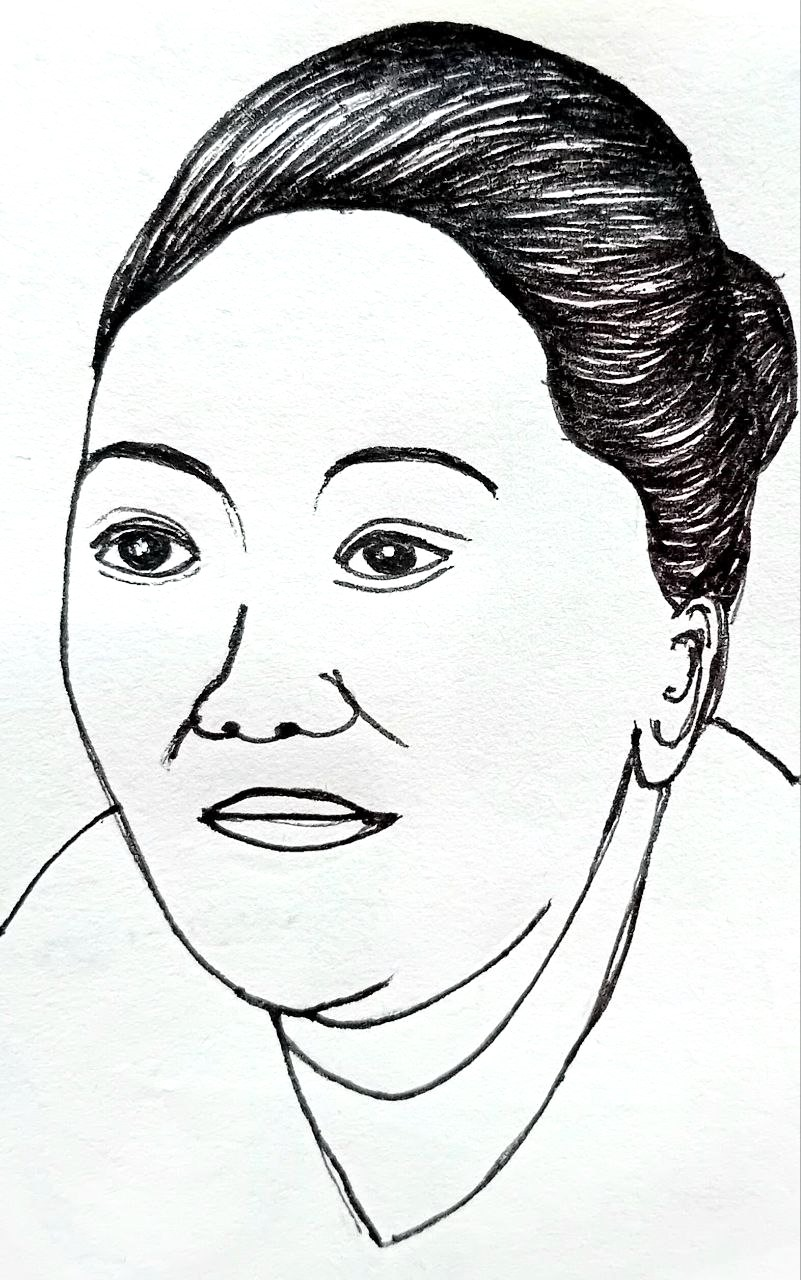
Porträt von Lhakpa Sherpa

Lhakpa Sherpa (auch Lakpa; * 1973 in Makalu, Nepal) ist eine nepalesische Bergsteigerin. Sie hat den Mount Everest zehn Mal bestiegen und damit öfter als jede andere Frau der Welt. Die rekordbrechende zehnte Besteigung, die sie mit einer Crowdfunding-Kampagne finanzierte, unternahm sie am 12. Mai 2022. Im Jahr 2000 war sie die erste Nepalesin, der sowohl der Aufstieg auf den Mount Everest als auch der Abstieg gelang. Die BBC nahm sie 2016 in die Liste der 100 inspirierendsten und einflussreichsten Frauen der Welt auf.

## Leben
Lhakpa Sherpa wurde in einer Höhle geboren und wuchs mit zehn Geschwistern im Dorf Balakharka in der Nähe des Achttausenders Makalu im nepalesischen Teil des Himalaja auf. Als Kind besuchte sie nie eine Schule und lernte auch nicht lesen und schreiben. Im Alter von 15 Jahren begann sie, am Mount Everest als Trägerin und Küchenhelferin für Touristen zu arbeiten. Dort lernte sie auch ihren späteren Ehemann kennen, den in Rumänien geborenen Bergsteiger George Dijmarescu, den sie 2002 heiratete. Das Paar bestieg den Mount Everest zwischen 2001 und 2006 fünfmal gemeinsam. 2015 wurde die Ehe geschieden. Sherpa ist alleinerziehende Mutter zweier Töchter und eines Sohnes und lebt in West Hartfort, Connecticut, in den USA. Da sie keine Sponsoren hat, arbeitet sie als Verkäuferin in einem Supermarkt und als Reinigungskraft. 2018 gründete Lhakpa Sherpa eine eigene Expeditions- und Trekkingagentur, Cloudscape Climbing.
2000 war Lhakpa Sherpa, die nie ein formelles Bergsteigertraining absolviert hat, die Leiterin einer von Asian Trekking gesponserten Expedition weiblicher Sherpas. Am 18. September 2000 nahm sie an der Nepali Women Millennium Expedition teil und bestieg den Mount Everest auf der Südseite von Nepal aus. Damit war sie die erste Nepalesin, der die Besteigung des Mount Everest und der Abstieg gelangen (Pasang Lhamu Sherpa hatte den 1993 den Mount Everest als erste Nepalesin bestiegen, kam jedoch beim Abstieg ums Leben).
Die folgenden acht Besteigungen unternahm sie auf der tibetischen Nordseite des Berges. 2001 bestieg sie den Berg gemeinsam mit ihrem Partner George Dijmarescu zum zweiten Mal. Mit ihrer dritten Besteigung des Mount Everest im Jahr 2003 war sie die Weltrekordhalterin. Sie erreichte den Gipfel im Mai 2003 gemeinsam mit ihrer erst 15-jährigen Schwester Ming Kipa Sherpa, die damit zu diesem Zeitpunkt die jüngste Person war, die den Berg bestiegen hatte, und ihrem Bruder Mingma Gelu Sherpa, der ebenfalls ein erfolgreicher Bergsteiger ist. Sie waren die ersten drei Geschwister, die gleichzeitig auf dem Gipfel des Mount Everest standen, was mit einem Eintrag ins Guinness Book of World Records gewürdigt wurde.
Die fünfte, sechste und siebente Besteigung unternahm sie 2004, 2005 und 2006 mit ihrem Ehemann George Dijmarescu. 2010 scheiterte eine versuchte Besteigung des K2 in Pakistan an schlechtem Wetter, 2015 musste sie eine Expedition zum Mount Everest wegen schlechter Wetterbedingungen ebenfalls vorzeitig abbrechen.
Ihre siebente Besteigung gelang ihr nach mehrjähriger Pause 2016, 2017 bestieg sie den Mount Everest zum achten Mal und 2018 zum neunten Mal.
Am 12. Mai 2022 erreichte Lhakpa Sherpa als erste Frau der Welt den Gipfel des Mount Everest zum zehnten Mal, diesmal wie schon bei ihrer ersten Besteigung wieder von Nepal aus auf der Südroute.

## Film
- 2023: Mountain Queen: The Summits of Lhakpa Sherpa, Netflix-Dokumentarfilm, Regie: Lucy Walker